# Zbigniew Oleśnicki (Erzbischof)

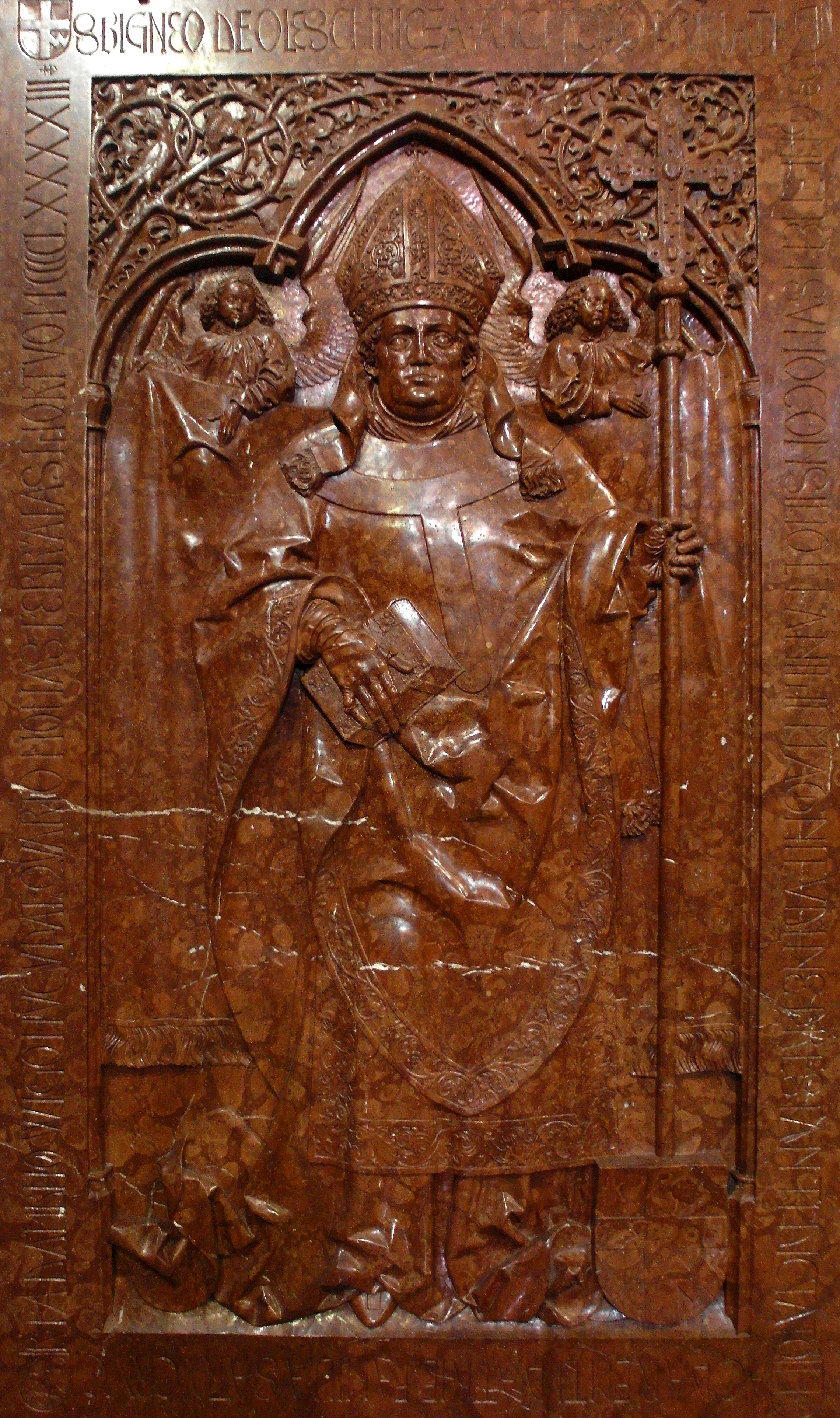
Grabplatte des Primas und Erzbischofs Zbigniew Oleśnicki von Veit Stoß (1495)

Zbigniew Oleśnicki (* 1430; † 2. Februar 1493 in Łowicz) war ein polnischer Staatsmann, der Erzbischof von Gniezno sowie Primas von Polen.

## Leben
Der Neffe von Zbigniew Oleśnicki (1389–1455) und Sohn des Marschalls Jan Oleśnicki und dessen Frau Anna (geborene Krzyżanowska). Seine Geschwister waren Jan Oleśnicki, Andrzej Oleśnicki und Anna Tarnowska. Er war ab 1472 stellvertretender Kanzler am Königshof wurde 1473 zum Bischof von Kujawien ernannt war ab 1481 Erzbischof von Gniezno sowie Primas von Polen.
Vom 7. Juni 1492 bis 23. September 1492 war er Vorsitzender des königlichen Rates.
Er wurde im Gnesener Dom beigesetzt. Sein Epitaph wurde von Veit Stoss mit rotem Marmor ausgestaltet.